# 김창훈 (2004년)
김창훈(한국 한자: 金昌勳, 2004년 10월 23일 ~ )은 대한민국의 축구 선수로, 포지션은 윙어이다. 현재 K리그1 전북 현대 모터스 소속이다.